# アイ・アム・レジェンド
『アイ・アム・レジェンド』（I Am Legend）は、2007年に製作された、ワーナー・ブラザース製作のSF映画である。
リチャード・マシスンの小説“I Am Legend”（日本語版は映画化に合わせて『地球最後の男』から『アイ・アム・レジェンド』に改題された）の3度目の映画化作品。2007年12月14日、日米同時公開された。日本での興行収入は43億円。

## あらすじ
2012年、廃墟と化したニューヨーク。元米国陸軍中佐であり科学者のロバート・ネビルは、3年もの間シェパードの愛犬サムだけを家族として、動物園から逃げ出したインパラを狩り、公園でトウモロコシを収穫する生活を送り、1日も欠かさず生存者を求めてメッセージを発信し続けていた。ネビルはウイルス感染により、世界人口60億人のほとんどが死滅していく中で生き残った、ニューヨークでたった1人の生存者なのである。

## 登場人物
ロバート・ネビル
演 - ウィル・スミス
科学者。元アメリカ陸軍中佐。事故により妻子を亡くす。
アナ
演 - アリシー・ブラガ
ネビルのメッセージを聞いて、やってきた女性。
アルファ・メイル
演 - ダッシュ・ミホク
知恵をもって行動するダークシーカー。
イーサン
演 - チャーリー・ターハン
アナの息子。
ゾーイ・ネビル
演 - サリー・リチャードソン
ネビルの妻。娘と共に事故に巻き込まれて死亡する。
マーリー・ネビル
演 - ウィロー・スミス
ネビルとゾーイの娘。母と共に事故に巻き込まれて死亡する。
サム（サマンサ）
演 - アビー&コナ
ネビルの愛犬。本名はサマンサでメス。
アリス・クルピン
演 - エマ・トンプソン
ガンの治療薬を開発したが副作用で死に至らしめる突然変異をするモンスターを作った要因となってしまう。
TVパーソナリティ
演 - エイプリル・グレイス
番組内でコメンテーターとして出演したアリスと会話した。

## キャスト
| 役名                 | 俳優                           | 日本語吹き替え           | 日本語吹き替え                      |
| 役名                 | 俳優                           | ソフト版                 | テレビ朝日版                        |
| -------------------- | ------------------------------ | ------------------------ | ----------------------------------- |
| ロバート・ネビル     | ウィル・スミス                 | 江原正士                 | 山寺宏一                            |
| アナ                 | アリシー・ブラガ               | 藤本喜久子               | 斎藤恵理                            |
| アルファ・メイル     | ダッシュ・ミホク               | -                        | -                                   |
| イーサン             | チャーリー・ターハン           | 染谷麻衣                 | 小林由美子                          |
| ゾーイ・ネビル       | サリー・リチャードソン         | 込山順子                 | 八十川真由野                        |
| マーリー・ネビル     | ウィロー・スミス               | 小桜エツコ               | 中司ゆう花                          |
| サム（サマンサ）     | アビー&コナ                    | -                        | -                                   |
| マイク               | ダレル・フォスター             | 石住昭彦                 | 竹田雅則                            |
| TVパーソナリティ     | エイプリル・グレイス           | 武田華                   | 横尾まり                            |
| アリス・クルピン博士 | エマ・トンプソン（カメオ出演） | 竹村叔子                 | 佐藤しのぶ                          |
| 大統領（声のみ）     | パット・フレイリー             | 小山武宏                 | 木村雅史                            |
| 女性キャスター       | ケイティ・クーリック           | 堀江真理子               | 横尾まり                            |
| 男性キャスター       | マット・ラウアー               | 落合弘治                 | 石井隆夫                            |
| TVリポーター         | アン・カリー                   | ちふゆ                   | 森夏姫                              |
| シュレック           |                                | 石住昭彦                 | 駒谷昌男                            |
| ドンキー             |                                | 落合弘治                 | 桐本琢也                            |
| その他               | N/A                            | 芦澤孝臣 仁科洋平 原田晃 | 高階俊嗣 藤井啓輔 荻野晴朗 杉村憲司 |

- ソフト版吹き替え - DVD・BD収録

演出 - 高田浩光、翻訳 - アンゼたかし、制作 - プロセンスタジオ
- テレビ朝日版吹き替え - 初回放送2010年4月18日『日曜洋画劇場』

演出 - 伊達康将、翻訳 - アンゼたかし、調整 - 阿部直子、制作 - 東北新社
日本テレビ『金曜ロードショー』、TBS『水曜プレミア』、テレビ東京『午後のロードショー』でも、この吹き替えを放送。

## スタッフ
- 監督：フランシス・ローレンス
- 原作：リチャード・マシスン “I Am Legend”（吸血鬼 / 地球最後の男 / アイ・アム・レジェンド ハヤカワ文庫）
- 脚本：マーク・プロトセヴィッチ、アキヴァ・ゴールズマン
- 撮影：アンドリュー・レスニー
- 音楽：ジェームズ・ニュートン・ハワード
- 製作：アキヴァ・ゴールズマン、デヴィッド・ハイマン、ジェームズ・ラシター、ニール・H・モリッツ、アーウィン・ストッフ
- プロダクションデザイン：ナオミ・ショーハン
- 衣装デザイン：マイケル・キャプラン
- VFX：ソニー・ピクチャーズ・イメージワークス

## 作品解説

ワシントン・スクエア公園のワシントン・スクエア・アーチ

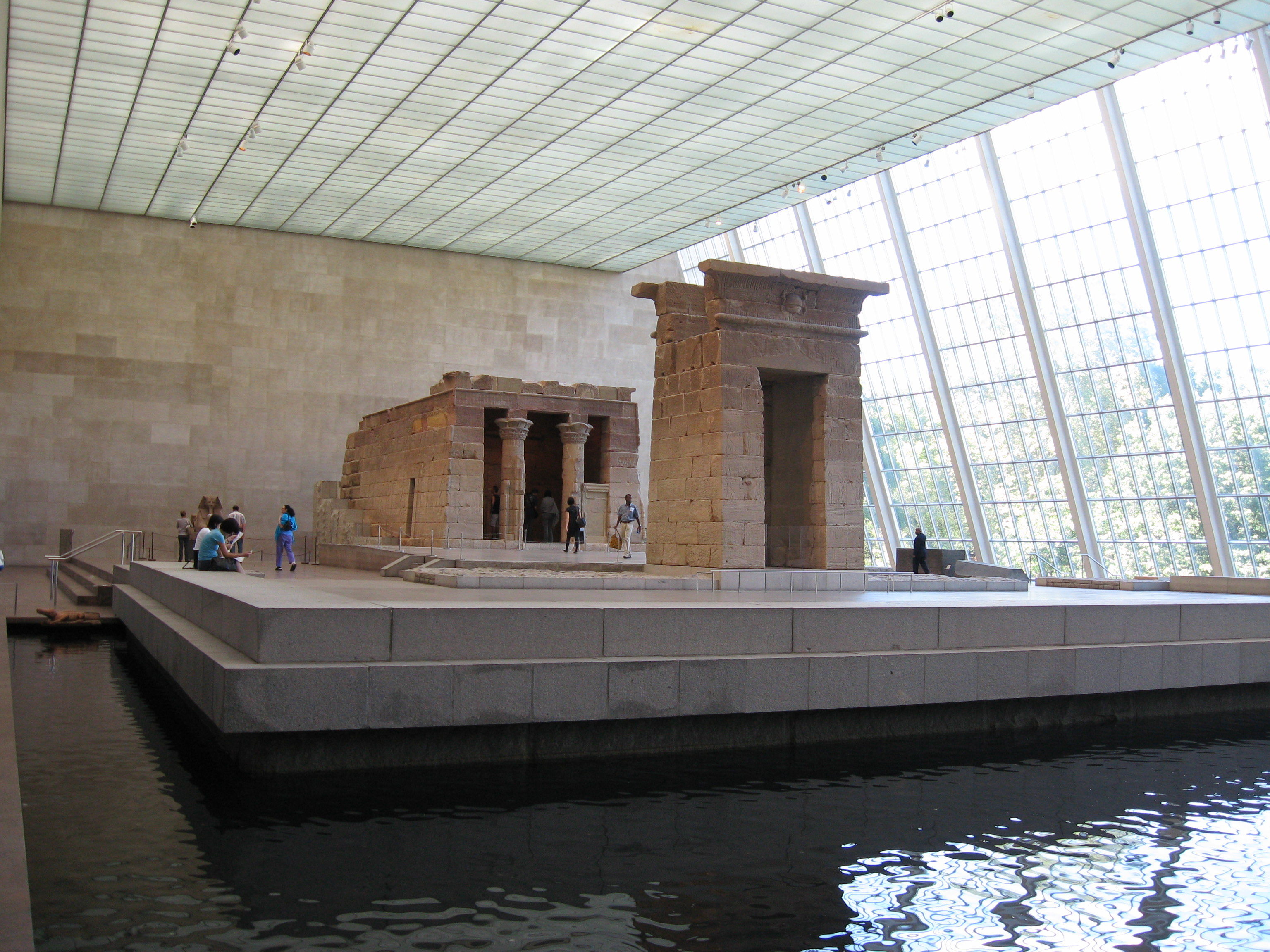
釣りのシーンが撮影されたメトロポリタン美術館のデンドゥール神殿

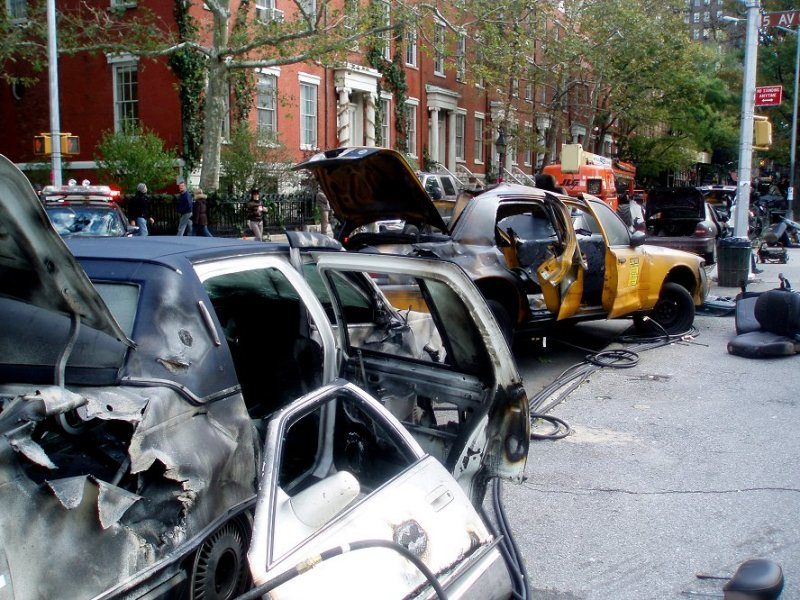
ネビルが爆破した車のセット

1990年には監督にリドリー・スコット、主演にアーノルド・シュワルツェネッガーを据えての映画化企画があったが、高額な制作費のため1998年にキャンセルとなった。オリジナル版である『地球最後の男』における「集団でゆっくりと歩く吸血鬼と、家に立て篭もる主人公」という描写は、ジョージ・A・ロメロ監督の『ナイト・オブ・ザ・リビングデッド』に大きな影響を与えたとされる。
本作に登場する「ダーク・シーカー」は一見すると理性を持たないモンスターのようだが、「群れで行動する」「猟犬（ダーク・シーカー化している）を用いる」「ネビルの執着を理解して囮を用いた罠を仕掛ける」「特定の個体への執着を見せる」など、劇中ではその行動からある程度の知能を有し、独自の共同体を築いていることが示唆されている。しかしダーク・シーカーへの憎悪と偏見を持ち、彼らを強く敵視しているネビルはその事に気付いていない。
過去の物語を描く続編の製作が決定している。

### 配役
ネビルの娘マーリーは、ウィル・スミスの実の娘であり、当時7歳のウィロー・スミスが演じた。またネビルの愛犬であるサム役のシェパードは、合計3匹使われた。
本作に登場する米軍兵士はすべて現役で、撮影の10か月前にイラクから帰国したばかりである。スタッフロールには「U.S.ARMY」や「NEWYORKCITY」、「UNITED STATES」などと記されている。

### 撮影
舞台であるニューヨークの撮影にあたって、5番街で200日の区画封鎖を行った。無人の街を表現するために、生活活動による影響を徹底的に排除しており、加えて全体的にCG処理が施されている。
ネビルとサムがゴルフに興じるシーンはイントレピッド海上航空宇宙博物館で撮影された。

### ダーク・シーカー
旧作では吸血鬼とされており、行動こそはゾンビのように鈍いが喋ることはできた存在であったが、今作ではダーク・シーカーは俊敏で喋ることはできず、全身の体毛及び太陽光（紫外線）への耐性を失っており、太陽光の中では数秒で死亡する。街中がダーク・シーカーで溢れていない理由として、ダーク・シーカーとなった者の多くが太陽光により死滅しているものと考えられる。
なおネビルは、ダーク・シーカーとなった者は全世界で1億2000万人、54億人余りは死亡し、人類の生存者は1200万人と推定している。
身体能力は人間を遥かに超えるもので、言葉を発することはなく凶暴な為、知能はないと思われていた。劇場公開版では曖昧だったが、実際には彼らにも知能はあり、感情も存在した。劇場版では、マネキンを移動させて人間をおびき寄せ、自動車にワイヤーを取り付けてトラップを作っていた。ネビルがダーク・シーカーを捕える為に使用したトラップを模倣したものと思われる。
ネビルの家を襲撃した理由も劇場公開版では曖昧だったが、群れのボスが、ネビルに捕らわれた女性ダーク・シーカー（ボスの恋人、あるいは妻）を助けるためであった。彼らへの価値観を改めたネビルが、人間へ戻りかけていた女性ダーク・シーカーに注射し、元のダーク・シーカーに戻して大人しく群れのボスに返すと、ボスはネビルを殺そうとする仲間を諌め、不本意ながらネビルと和解のような形で去っていく、という別のエンディングが存在する（そのエンディングではネビルは死なず、ネビルはアナ、イーサンの3人で北部のコロニーへ無事に向かう）。
劇中では感染者及びダーク・シーカーと呼ばれている。ゾンビと思われがちだが、性質上は吸血鬼に近い。ネビルにとって、彼らは怪物であったが、また彼らにとってもネビルは「伝説の」怪物だった。

## 代替エンディング
劇場で公開されたエンディングは、公開1か月前のスクリーンテストの結果、差し替えられたものであり、いくつかの設定や伏線が明らかにされていない。差換え前のエンディングが特典映像として収録されているのは、次の3種類である。
1. セル用DVDの「2枚組」として販売されているもの
2. セル用Blu-ray Disc
3. レンタル用Blu-ray Disc

セル用DVDで2枚組でないものは「特別版」であっても未収録である。
その他、定額制動画配信サイトで配信されている場合もある。
1. U-NEXT

## DVD/UMD/Blu-ray/4K ULTRA HD
ワーナー・ブラザース・ホームエンターテイメントよりBlu-ray DiscとDVD、4K ULTRA HD、UMDが発売。
- DVD
  - アイ・アム・レジェンド 特別版 [2枚組]　品番：DLVY29448　発売日：2008年4月24日
  - アイ・アム・レジェンド 特別版 [1枚組]　品番：WTBY29447　発売日：2010年4月21日

- UMD
  - アイ・アム・レジェンド　品番：NFPK-Y21652　発売日：2008年4月24日

- Blu-ray
  - アイ・アム・レジェンド　品番：CWBAY17635　発売日：2010年4月21日

- 4K ULTRA HD
  - アイ・アム・レジェンド [4K Ultra HD + Blu-ray] 　品番：1000632186　発売日：2016年12月7日

## 音楽
ネビルがアナに見せたボブ・マーリーのアルバムは、マーリーの死から3年後の1984年にリリースされた『Legend』。サムを洗うシーンで流した「Three Little Birds」や、アナの前で歌った「アイ・ショット・ザ・シェリフ」、エンディング曲「Redemption Song」も収録されている。

## 評価
レビュー・アグリゲーターのRotten Tomatoesでは217件のレビューで支持率は68%、平均点は6.30/10となった。Metacriticでは37件のレビューを基に加重平均値が65/100となった。

## 受賞
- 第34回サターン賞主演男優賞 - ウィル・スミス
- MTVムービー・アワード最優秀男優賞 - ウィル・スミス
- ティーン・チョイス・アワードホラー/スリラー映画賞、ホラー/スリラー男優賞 - ウィル・スミス

## 地上波放送履歴
音源は全てテレビ朝日版を使用。
| 回数  | テレビ局   | 番組名             | 放送日        |
| ----- | ---------- | ------------------ | ------------- |
| 初回  | テレビ朝日 | 日曜洋画劇場       | 2010年4月18日 |
| 2回目 | 日本テレビ | 金曜ロードショー   | 2011年10月7日 |
| 3回目 | TBS        | 水曜プレミア       | 2014年1月8日  |
| 4回目 | 日本テレビ | 金曜ロードSHOW!    | 2014年10月3日 |
| 5回目 | テレビ東京 | 午後のロードショー | 2021年4月20日 |
| 6回目 | テレビ東京 | 午後のロードショー | 2023年8月8日  |
| 7回目 | テレビ東京 | 午後のロードショー | 2025年7月28日 |